# 銀の勇者
『銀の勇者』（ぎんのゆうしゃ）は、渡辺祥智によるファンタジー漫画。略称は「銀勇」。
1997年から2000年に『LaLa』（白泉社）で連載されていた。全5巻。ドラマCD発売を記念して2002年2月号の『LaLa』で「銀の勇者 番外編」が掲載された（コミックス『坂本係』に収録）。なお、キャラクターの名前の多くが音楽に関する意味を持つ。

## あらすじ
国王奨励の、魔物退治で賞金と称号が得られる「冒険者制度」を持つトティア大陸で、その最高位と言われる「金の勇者」を目指す少年、ビート。幼い頃に魔王討伐を誓い合った親友のリチェルカーレに会うため、10年後にトティア西部にある魔都クルジンを訪れる。しかし、そこで彼はリチェが魔王の手先になっているという噂を聞く。魔王に激怒したビートは、リチェのいる魔族棲息地域カタンツへ向かう。だが、そこでリチェは魔物たちを守っていた。やがてビートは魔物たちの優しさに触れ本当の「勇者」とは何か、本当に大切なものは何かということに気付く。そしてリチェと共に魔物たちを守りながら、数々の冒険に巻き込まれていく。

## 登場人物
ビート・ヴィスナー
主人公。幼い頃より金の勇者を目指していた少年。「金」の次に名誉があるとされる「銀」の勇者。推定18歳。青眼茶髪。
熱い性格で、一度燃えだすと考えなしに行動に出てしまう所がある熱血少年。趣味は「戦う・走る・叫ぶ」。勇者であるにもかかわらず「雷」が怖い。
リチェルカーレ
ビートの幼なじみで心優しき魔導士。魔法学院クルジンの優等生であった。通称「リチェ」。推定17 - 18歳。紫眼青銀髪。
ビートとは対照に常に冷静で穏やか。中性的な風貌で、生い立ちには謎が多い。趣味は読書と睡眠。特技（？）は「変な寝息と寝相の悪さ」。
魔王
「○○です」が口癖。魔族の王のはずだが、幼い外見と能天気な性格をしている。513歳（推定）。金眼赤髪。
趣味は「食う・寝る・遊ぶ」。そばにいる者や周囲の悪意・愛情などで外見、内面、性別まで変化する。
「中魔王」とは、憎しみにより生まれたもう一人の魔王で、中魔王の時は少年体系に変化している。本来の魔王の時とは違い、どこかトゲのある性格に変化する。彼が現れている間、魔王は眠ったままになる。なお、魔王のセリフは全てひらがなである。
アルフェリア・ルバート
最高位「金」の勇者。通称「アル」。童顔で若く見られるが、実年齢は28歳。緑眼金髪。
国宝でもある魔剣「エルティーグ」を使う魔法剣士。お腹をすかせて倒れていた所をビートたちに救われる。レセル王子とは幼なじみの親友である事から、実は結構な上流階級の子息である。後にレセルにより死の刻印を刻まれる。人懐こくつかみ所のない穏やかな性格。趣味は「洗濯」。
竜王
「碧き竜の花嫁」編に登場。魔王と名乗り人々を襲っていた。リチェを女と思い込みさらう。普段は竜の姿をしているが、人間形態にも変身できる。魔王とは古くからの友達。青髪金眼。
竜王の花嫁
トティアが大陸として統一する際、竜王国滅亡と共に竜王を守って死んだ花嫁。リチェの呪術により再び亡霊として現れる。
アリア
王都から仕わされた宮廷魔道士。セレナートの双子の姉。14歳。青眼茶金髪。
小悪魔的な性格。幼き日に両親が魔物によって殺された事から、非常に魔物を忌み嫌っている。「炎」と「風」の魔法を操る。
セレナート
王都から仕わされた宮廷魔道士。アリアの双子の弟。14歳。青眼茶金髪。アリアとは対照的に冷静沈着。「水」と「風」の魔法を操る。
レセルヴァータ・スフォルツァンド・トティア
通称「レセル」「レセル王子」。青眼金髪。
トティアの王子。ユビルス王が死去した後、第40代国王となる。もともとは花を愛するような優しく繊細な性格だったが、急に冷酷な性格へと変わった。アルフェリアとは幼少の頃からの親友。
ビート・ソウェイル
宮廷魔道士。利発な女性で、本編後半では宮廷魔道士団の司令官まで務めている。リチェとは魔法学院クルジンで同級生だった。
ミュート・レントラー
王に仕える側近。王に絶対的な忠誠を誓う。非常に無口で、感情を顔に表さない青年。元・精霊。黒髪青眼。
クレメイア
千年前に存在した、いつも嘆いている美しい精霊。リチェルカーレと瓜二つで、精霊王と同じく頭に6枚の翼を持つ。
精霊王を消滅できるほどの力を精霊王より授かる。ただし心は持たず、後にある理由により魔王の結界に封印される。
千年前にタイムスリップしたビートはリチェと瓜二つの精霊に出会い、ビートは嘆きと悲しみに満ちたクレメイアの心を癒し、クレメイアは内側から結界を破り自由な「心」を手に入れる。しかしそのせいで身体は消滅してしまう。
コード・ダルシトーン
トティアの歴史に存在した“2人の英雄”の内の1人、「魔王」扱いされていた青年。ビートとよく似ている。千年前に殺されているが、生前の「憎しみ」という思いが思念体となり、以後、代々トティア国王に取り憑いて、クレメイアを探している。
レガート・スフォルツァンド・トティア
コードの親友。正義感が強く心優しい。トティアの歴史に存在した“2人の英雄”の内の1人。後に「トティアの英雄王」となり歴史に残り、トティアの初代国王となる。
ユビルス・スフォルツァンド・トティア
トティアの第39代国王。「狂気の王」と呼ばれていたが「トティアの英雄」から解き放たれ、元の温厚な性格に戻るも、今度は王子レセルが「トティアの英雄」の憑依に遭い、ユビルスはミュートによって命を絶たれる。
パルティータ・スフォルツァンド・トティア
リチェルカーレの亡き母。リチェと同じく青銀の髪をしている。
グレース老
リチェルカーレを育てた祖母。リチェがおよそ7歳の頃に亡くなる。実は血縁関係ではない。
精霊王
精霊たちの王。クレメイアと同じく頭に6枚の翼を持つ。クレメイアの創造者。
水（マイム）の精霊
心優しき水の精霊。ビートが最初に出会った精霊。精霊族の掟を破り度々クレメイアに会っていたが、水の精霊の長に知られ消滅させられてしまった。
風（トュール）の長
風（トュール）の精霊の長。気まぐれな気質。アリアとセレナートによって召喚される。
カイト・ヴィスナー
ビートの兄で26歳。歌いながら旅をする吟遊詩人。空気を読まないマイペースな性格。彼の加わったパーティは必ず全滅するという伝説がある。趣味は編み物（レース編み）、特技は「すごい声」。茶髪青眼。
フレイ・パース
「臆病者」や「卑怯者」と囁かれている青銅の勇者。実際はお人好し。土巨人（ゴーレム）の「七色の宝石」を持っており、それをゴーレムに返す為、ひょんな事からカイトと共に旅するはめに。
リード・ヴィスナー
ビートとカイトの父。昔、勇者だったが、勇者時代はカーディナに負けるほど弱かった（カーディナが強かったとも言える）。勇者としては弱いものの、心は温かい。
カーディナ・フォーン・ヴィスナー
リード・ヴィスナーの妻。ビートとカイトの母。男勝りの気丈な性格で、夫を尻に敷いている。結婚前は「賊」だった（「賊」とは、冒険者免許を持たずに武器を持つ者たちの総称。いわば犯罪者である）。結婚前の一人称は「オレ」。
ターラとラーガ
高等な魔物、翼を持つ幻の種族「有翼人」の双子の少年たち。人間たちに襲われて片翼を失い、傷付いていたターラを発見したビートたちは、連れ去られたラーガを探すため、ターラに協力する。
ザルブ
港町リデリアの奴隷商。悪人ヅラだが、実際は美しい魔物を保護している善人。
ソレア
竜王にさらわれそうになっていた少女。間一髪の所でリチェに救われるが、代わりにリチェがさらわれてしまう。
カシード
ソレアの弟。ソレアと共にトゥルバ村を故郷に持つ。
シーラ
コードとレガートを慕っていた少女。両親を魔物に殺された。
フェイド
レガートの父で、領主。魔物を殺すのを躊躇しだす息子を疑い始める。
エトラスカン
カーディナの「賊」時代の仲間。“顔だけ”の男。
ファーマ
カーディナの「賊」時代の仲間。セクシーな美女。
ナグ
ビートの幼なじみ。幼い頃よくリチェを「だってそいつ魔物の子だもん！頭青くて気味悪ィ！」などと虐めていた。そのためビートとはいつもケンカばかりしていた。
トーラの精霊（小）
ビートの呼び出した火の精霊。2匹登場。ビートの魔力が低いので小さく、小枝に火を点す程度の事しか出来ない。

## 冒険者制度
国王推奨の冒険者制度。魔物を退治する事により賞金と称号を得られる。
- 称号の種類 - 金、銀、赤銅、青銅、翠緑、白磁などさまざま。勇者にはその称号と同じ色の『勇者証』が与えられる。最高位は「金」、最低位は「白磁」。
- 冒険者免許証 - 勇者となった者の剣に付いている宝玉がこれである。これを持っていなければ武器を持って旅する事を許されない。免許証を持たずに武器を持ち勇者と同じ行いをする事は犯罪であり、そういった者たちは「賊」と総称される。これを提示するとお買い物が2割引になる。

## 魔法・精霊
精霊は高等なものになる程、術者の魔力を必要とし、魔力の弱い者が不容易に高等精霊を呼び出した場合、その精霊に傷付けられる危険がある。基本的に術者の魔力に応じたレベルの精霊が召喚される。また、精霊を呼ぶ際、多くの者は魔法陣や呪文を使うが、そんなものを使わずとも心で語りかけるだけで精霊たちは来てくれるという。
全ての属性の精霊にはそれぞれの長がおり、さらにその長たちの長が、精霊王である。
- 火（トーラ） - 火の精霊。
- 風（トュール） - 風の精霊。気まぐれな気質。
- 水（マイム） - 水の精霊。回復魔法として使用される。普段は水辺にいる。
- 地（ジェラ） - 大地の精霊。
- 精霊王 - 全ての精霊たちの頂点。全ての属性を併せ持ち、万象を司る。クレメイアの創造者。
- クレメイア - 千年前に存在した蒼き精霊。精霊王に「自分が力を暴走させてしまった時、自分を消してもらうため」に創られた精霊。どの属性も持たず、万物を消す力しかない。心は持たず、いつもは精霊王による結界の中にたった一人でいる。

「精霊だった人間」の特徴として、ごく稀に性別の無い人間が産まれる事がある。

### 結界
- 魔王の結界 - クレメイアを封印している結界。これに触れると精霊は消えてしまう（人間なら死には及ばないものの、凄まじい衝撃により気絶するほど）。
- 竜王の結界 - 竜王の城を包む結界で、城の中にいる者は結界が解かれない限り魔法が一切使えない。

### 神秘の月夜
- 「月の青い夜」 - ラグズ村では「精霊祭」と呼ばれる夜。魔力が高まり、普段、位の高い魔導士や賢者にしか見られない精霊族の姿が見られる。
- 「月のない夜」 - 青く銀色に光るチェレスタの花の種が生まれる。

## 魔族
魔物は忌み嫌われ「悪の象徴」とされているが、実際は悪意を向けるものには悪意で返し、慈愛をそそぐ者には慈愛で返す、「人間の心を映す鏡」のような存在である。その事に気付き、魔物たちを傷付けるのをやめ、守ろうと考える者も中にはいる。
以下、数多いる魔物の一部。
- 魔王 - 言わずと知れた魔族の王。だがその存在は想像とはかけ離れたものである。
- 竜王 - トティア大陸北部に存在した竜王国の王。普段はブルードラゴンの姿だが、人間の姿にも変化できる。雷を操り剣を使う。
- 守護竜（ガーディアン） - 剣が通用しない。額の目が弱点。
- 有翼人種 - 大変希少で幻の種族と言われているが、エウクリフィア大陸にはまだ多く存在している。魔物だが、翼を持つ美しい姿はどちらかというと、天使を彷彿とさせる。有翼人の羽には魔法を1回だけ無効化する力がある。
- マイナゲイル - コウモリのような姿の魔物。
- チードラゴン - 大きな瞳の小さなドラゴン。
- キュイキュイ - 一つ目の獣。
- むにににに - 魔王が連れて来た何か。

### その他の生き物
- 土巨人（ゴーレム） - 名前の通り全身が土で出来た巨人。心優しい。

## トティアの植物
- チェレスタの花 - チェレスタの花の「種」は月の無い夜に生まれる。その種は空中へ向かって浮遊し、青く銀色に光る。
- ソードリーフ - 少し触れるだけで肌が切れてしまう程の切れ味を持つ葉。ソードリーフの谷に落ちた者は普通の人間であれば全身に致命傷を負う。
- きのこ - 魔王のお気に入り。凄くマズい。

## 地域

### トティア大陸
昔、トティアは5つの国に分かれていた。だが後にトティアが大陸を統一し、他の4カ国は滅んだ。
- ラグズ - 北東部にあるビートとリチェの故郷。のどかな村。
- トゥルバ - 北部トゥルバ地方。トゥルバ村がある。竜王はこのさらに北部の山岳地帯にいる。昔この地方には竜王の治める竜王国が存在したが、トティアの統一により王国は滅亡した。
- ベルク - 東の魔族生息地域。あまり強い魔物はおらず、初心者向け。
- カウダ - 王都とベルクの中間辺りにある村。アリアとセレナートの故郷。
- 王都トティア - 国王がいるトティア大陸で最も大きな都市。城下街もあり、冒険者が集まる中心地。
- ハガラス - 王都の近くにある勇者の集う街。
- 魔都クルジン - トティア大陸西部。都市そのものが魔法学院のような場所。魔法学院クルジンもここに存在。
- カタンツ - クルジンのさらに西方にある。西の魔族生息地域。強い魔物が多く存在し、魔王がいる。
- リデリア - 北西部にある港町。「闇の商売人」が大陸中から集まる危険な街。
- リデリア海 - カタンツにあるソードリーフの谷底から続く二手の水流の一つ。
- ナウシズ - 血の色をしたナウシズ川という川が流れ、川のほとりには「死の村」がある。
- 死の村 - ナウシズ川のほとりの村。ここに流れ着くのはほとんどが上流（カタンツ）からの死体である事からこう呼ばれている。

### その他の大陸
- エウクリフィア大陸

### 祝祭日
- トティアの英雄祭 - 英雄祭に歌われる歌曲もある。

## ドラマCD
2002年2月27日に発売。

### キャスト
- ビート - 風間勇刀
- リチェ - 石田彰
- 魔王 - 坂本千夏
- カイト - 岩永哲哉
- ジャン - くまいもとこ
- 水の精霊 - 矢島晶子
- ガーディアン・刺客リーダー - 遠近孝一
- 刺客A - 斉藤次郎
- 刺客B - 森訓久

### 曲目リスト
1. 「魔物の森の勇者」出会い
2. ジャンの過去
3. 水の精霊
4. 願いを叶える花
5. 魔物の森の勇者
6. 「勇者の里帰り」ラグズ村へ
7. カイトの追っかけ
8. すごい反撃
9. さらば、ふるさと
10. おまけ1「ヴォイスカタログ」留守電編
11. ビートからのメッセージ
12. リチェからのメッセージ
13. 魔王からのメッセージ
14. モーニングコール編
15. ビートからのメッセージ
16. リチェからのメッセージ
17. 魔王からのメッセージ
18. 応援編
19. ビートからのメッセージ
20. リチェからのメッセージ
21. 魔王からのメッセージ
22. おまけ2「銀の勇者」座談会